# Leptosynanceia
Leptosynanceia là một chi cá trong họ Cá mao mặt quỷ (Synanceiidae) thuộc bộ Cá mù làn (Scorpaeniformes), với loài duy nhất đã biết được tìm thấy ở vùng nước ngọt và nước mặn Đông Nam Á (Đông Dương, Myanmar, Malaysia, Indonesia) và New Guinea.

## Các loài
Hiện tại có 1 loài được ghi nhận trong chi này:
- Leptosynanceia asteroblepa (J. Richardson, 1844)